# NPH insulin
NPH insulin (neutralni protaminski Hagedorn, izofanski insulin) brzodelujući je insulin koji se koristi za poboljšanje glicemijske kontrole. On se proizvodi pomoću genetički modifikovane bakterije Escherichia coli. Ljudska suspenzija insulina izofana se sastoji od kristaline suspenzije ljudskog insulina sa protaminom i cinkim. Tak kombinaci daje intermedijarno delujući insulin sa sporijim početkom dejstva i dužim trajanjem od normalnog ljudskog insulina.

## Literatura
- Baganz, H. M.; Carfagno, S. C.; Cowan, B. Y.; Dillon, E. S. (1951). „NPH insulin; its comparison with previous insulin regimens”. The American Journal of the Medical Sciences. 222 (1): 1—6. PMID 14846799. S2CID 33147032. doi:10.1097/00000441-195107000-00001.
- Burnham, D. K. (1951). „Insulin and insulin mixtures; nph insulin”. California Medicine. 75 (6): 412—415. PMC 1521099 . PMID 14886746.
- Lacey, A. H. (1952). „A comparison of preparations of NPH insulin”. The Journal of Pharmacology and Experimental Therapeutics. 105 (2): 196—202. PMID 14928221.
- Deckert, T.; Hansen, B.; Kølendorf, K.; Poulsen, J. S.; Smith, M. (1982). „Absorption of NPH-insulin from subcutaneous tissue: A methodological study in pigs”. Acta Pharmacologica et Toxicologica. 51 (1): 30—37. PMID 6751023. doi:10.1111/j.1600-0773.1982.tb01059.x.
- Kølendorf, K.; Bojsen, J. (1982). „Kinetics of subcutaneous NPH insulin in diabetics”. Clinical Pharmacology and Therapeutics. 31 (4): 494—500. PMID 7060331. S2CID 25486753. doi:10.1038/clpt.1982.66.

## Spoljašnje veze
|  | Molimo Vas, obratite pažnju na važno upozorenje u vezi sa temama iz oblasti medicine (zdravlja). |